# هيلين فورست
هيلين فورست (بالإنجليزية: Helen Forrest)‏ هي موسيقية ومغنية أمريكية، ولدت في 12 أبريل 1917 في اتلانتيك سيتي في الولايات المتحدة، وتوفيت في 11 يوليو 1999 في وودلاند هيلز، كاليفورنيا في الولايات المتحدة بسبب قصور القلب.

## وصلات خارجية
- هيلين فورست على موقع IMDb (الإنجليزية)
- هيلين فورست على موقع ميوزك برينز (الإنجليزية)
- هيلين فورست على موقع أول ميوزيك (الإنجليزية)
- هيلين فورست على موقع ديسكوغز (الإنجليزية)
- هيلين فورست على موقع قاعدة بيانات الفيلم (الإنجليزية)